# Gais 2007
Fotbollsklubben Gais spelade säsongen 2007 i Allsvenskan för andra året i rad. Gais slutade elva i tabellen.
I Svenska cupen åkte Gais ut redan i andra omgången.
Intern skyttekung blev Bobbie Friberg Da Cruz med fyra allsvenska mål. Richard Ekunde tilldelades Hedersmakrillen medan Prince Ikpe Ekong tilldelades Herbert Lundgren-trofén.

## Inför säsongen
Gais hade mist både sin bäste målskytt i Allsvenskan 2006, James Keene (till IF Elfsborg), och spelfördelaren Khari Stephenson (till AIK). Som ersättning tog klubben in flera offensiva pjäser, såsom albanen Migen Memelli, azeriern Anatoli Ponomarjov och sierraleoniern Sheriff Suma. Bland övriga nyförvärv märks islänningen Eyjólfur Héðinsson.

### Träningsmatcher försäsongen
|  | 10 februari 2007 | Gais                        | 3 – 1 | BK Häcken | Valhalla IP            |                        |
|  |                  | Anton Holmberg Sheriff Suma |       |           | Göteborg Publik: 1 300 | Göteborg Publik: 1 300 |
|  |                  |                             |       |           | Göteborg Publik: 1 300 | Göteborg Publik: 1 300 |
|  |                  |                             |       |           | Göteborg Publik: 1 300 | Göteborg Publik: 1 300 |

|  | 13 februari 2007 | Real Salt Lake | 0 – 1 | Gais               |                  |                  |
|  |                  |                |       | Eyjólfur Héðinsson | Orlando, Florida | Orlando, Florida |
|  |                  |                |       |                    | Orlando, Florida | Orlando, Florida |
|  |                  |                |       |                    | Orlando, Florida | Orlando, Florida |

|  | 21 februari 2007 | University of Central Florida | 0 – 2 | Gais                              | UCF Soccer Complex  |                     |
|  |                  |                               |       | Richard Ekunde Anatoli Ponomarjov | Florida Publik: 100 | Florida Publik: 100 |
|  |                  |                               |       |                                   | Florida Publik: 100 | Florida Publik: 100 |
|  |                  |                               |       |                                   | Florida Publik: 100 | Florida Publik: 100 |

|  | 28 februari 2007 | Gais | 0 – 1 | Örgryte IS | Valhalla IP            |  |
|  |                  |      |       |            | Göteborg Publik: 1 400 |  |
|  |                  |      |       |            |                        |  |
|  |                  |      |       |            |                        |  |

|  | 3 mars 2007 | Gais                                                                       | 4 – 2 | Landskrona BoIS | Valhalla IP            |                        |
|  |             | Bobbie Friberg Da Cruz Martin Dohlsten Jóhann Guðmundsson Tobias Holmqvist |       |                 | Göteborg Publik: 1 200 | Göteborg Publik: 1 200 |
|  |             |                                                                            |       |                 | Göteborg Publik: 1 200 | Göteborg Publik: 1 200 |
|  |             |                                                                            |       |                 | Göteborg Publik: 1 200 | Göteborg Publik: 1 200 |

|  | 10 mars 2007 | Gais               | 1 – 1   | Örebro SK | Gaisgården           |                      |
|  |              | Anatoli Ponomarjov | (0 – 1) |           | Göteborg Publik: 400 | Göteborg Publik: 400 |
|  |              |                    |         |           | Göteborg Publik: 400 | Göteborg Publik: 400 |
|  |              |                    |         |           | Göteborg Publik: 400 | Göteborg Publik: 400 |

|  | 14 mars 2007 | Gais              | 1 – 2   | Östers IF | Gaisgården           |                      |
|  |              | Prince Ikpe Ekong | (0 – 0) |           | Göteborg Publik: 300 | Göteborg Publik: 300 |
|  |              |                   |         |           | Göteborg Publik: 300 | Göteborg Publik: 300 |
|  |              |                   |         |           | Göteborg Publik: 300 | Göteborg Publik: 300 |

|  | 17 mars 2007 | Gais            | 1 – 0 | Jönköpings Södra IF | Gaisgården           |                      |
|  |              | Martin Dohlsten |       |                     | Göteborg Publik: 400 | Göteborg Publik: 400 |
|  |              |                 |       |                     | Göteborg Publik: 400 | Göteborg Publik: 400 |
|  |              |                 |       |                     | Göteborg Publik: 400 | Göteborg Publik: 400 |

|  | 27 mars 2007 | IF Elfsborg                              | 2 – 2      | Gais                                    | Borås Arena         |                     |
|  |              | Stefan Ishizaki 59′ Elmin Kurbegovic 90′ | (0 – 0) DN | 61′ Migen Memelli 64′ Andreas Tobiasson | Borås Publik: 1 680 | Borås Publik: 1 680 |
|  |              |                                          |            |                                         | Borås Publik: 1 680 | Borås Publik: 1 680 |
|  |              |                                          |            |                                         | Borås Publik: 1 680 | Borås Publik: 1 680 |

|  | 2 april 2007 | Gais | 0 – 1 | BK Häcken | Backavallens IP      |  |
|  |              |      |       |           | Göteborg Publik: 672 |  |
|  |              |      |       |           |                      |  |
|  |              |      |       |           |                      |  |

### Träningsmatcher sommaruppehållet
|  | 9 juni 2007 | Göteborgs FF | 0 – 11 | Gais | Majvallen            |                      |
|  |             |              |        | Fredrik Lundgren Martin Dohlsten Tobias Holmqvist Andreas Tobiasson Anton Holmberg Migen Memelli Sheriff Suma Johan Friberg Da Cruz Gilles Mbang Ondo (provspelare) | Göteborg Publik: 300 | Göteborg Publik: 300 |
|  |             |              |        | | Göteborg Publik: 300 | Göteborg Publik: 300 |
|  |             |              |        | | Göteborg Publik: 300 | Göteborg Publik: 300 |

|  | 24 juli 2007 | Tenhults IF | 1 – 2 | Gais                         | Brahevallen          |                      |
|  |              |             |       | Migen Memelli Roland Nilsson | Visingsö Publik: 200 | Visingsö Publik: 200 |
|  |              |             |       |                              | Visingsö Publik: 200 | Visingsö Publik: 200 |
|  |              |             |       |                              | Visingsö Publik: 200 | Visingsö Publik: 200 |

## Seriespel
Gais hade problem med målskyttet under våren, och till sommaren hade ingen av de nya anfallarna gjort några allsvenska mål. Under sommaren värvade man därför in brasilianaren Wanderson do Carmo från Fortaleza EC och Christos Christoforidis från Messiniakos. Samtidigt lånade man ut Anatoli Ponomarjov till Östers IF.
I september 2007 kom ett förslag om att Gais, Örgryte IS och BK Häcken skulle slås ihop till en superklubb, FC Gothia. Efter massiva protester från klubbarnas supportrar stoppades idén.
I oktober kom nyheten att Gais tränare Roland Nilsson och Hans Gren hade värvats av Malmö FF till säsongen 2008. Gais, som redan hade klarat kontraktet, avslutade därefter med två raka förluster och slutade på en elfteplats i serien.

### Tabell
| Nr | Lag                   | S  | V  | O  | F  | GM | IM | MS  | P  |
| -- | --------------------- | -- | -- | -- | -- | -- | -- | --- | -- |
| 1  | IFK Göteborg          | 26 | 14 | 7  | 5  | 45 | 23 | +22 | 49 |
| 2  | Kalmar FF             | 26 | 15 | 3  | 8  | 43 | 32 | +11 | 48 |
| 3  | Djurgårdens IF        | 26 | 13 | 7  | 6  | 39 | 24 | +15 | 46 |
| 4  | IF Elfsborg (RM)      | 26 | 10 | 10 | 6  | 39 | 30 | +9  | 40 |
| 5  | AIK                   | 26 | 10 | 8  | 8  | 30 | 27 | +3  | 38 |
| 6  | Hammarby IF           | 26 | 11 | 3  | 12 | 35 | 31 | +4  | 36 |
| 7  | Halmstads BK          | 26 | 9  | 9  | 8  | 33 | 41 | −8  | 36 |
| 8  | Helsingborgs IF       | 26 | 9  | 8  | 9  | 49 | 37 | +12 | 35 |
| 9  | Malmö FF              | 26 | 9  | 7  | 10 | 29 | 28 | +1  | 34 |
| 10 | Gefle IF              | 26 | 9  | 7  | 10 | 29 | 30 | −1  | 34 |
| 11 | Gais                  | 26 | 7  | 8  | 11 | 24 | 37 | −13 | 29 |
| 12 | Örebro SK (U)         | 26 | 6  | 7  | 13 | 28 | 45 | −17 | 25 |
| 13 | Trelleborgs FF (U)    | 26 | 5  | 8  | 13 | 22 | 38 | −16 | 23 |
| 14 | IF Brommapojkarna (U) | 26 | 5  | 8  | 13 | 21 | 43 | −22 | 23 |

### Matcher
| 1 | 10 april 2007 | Gais                   | 1 – 1      | Hammarby IF                | Ullevi                                        |                                               |
|   |               | Jóhann Guðmundsson 39′ | (1 – 1) DN | 10′ Sebastian Castro-Tello | Göteborg Publik: 7 747 Domare: Jonas Eriksson | Göteborg Publik: 7 747 Domare: Jonas Eriksson |
|   |               |                        |            |                            | Göteborg Publik: 7 747 Domare: Jonas Eriksson | Göteborg Publik: 7 747 Domare: Jonas Eriksson |
|   |               |                        |            |                            | Göteborg Publik: 7 747 Domare: Jonas Eriksson | Göteborg Publik: 7 747 Domare: Jonas Eriksson |

| 2 | 16 april 2007 | Malmö FF  | 1 – 0      | Gais | Malmö Stadion                                   |                                                 |
|   |               | Júnior 2′ | (1 – 0) DN |      | Malmö Publik: 17 602 Domare: Stefan Johannesson | Malmö Publik: 17 602 Domare: Stefan Johannesson |
|   |               |           |            |      | Malmö Publik: 17 602 Domare: Stefan Johannesson | Malmö Publik: 17 602 Domare: Stefan Johannesson |
|   |               |           |            |      | Malmö Publik: 17 602 Domare: Stefan Johannesson | Malmö Publik: 17 602 Domare: Stefan Johannesson |

| 3 | 23 april 2007 | Gais                | 1 – 1      | Örebro SK           | Ullevi                                              |                                                     |
|   |               | Mattias Östberg 82′ | (0 – 1) DN | 38′ Nedim Halilovic | Göteborg Publik: 4 176 Domare: Markus Strömbergsson | Göteborg Publik: 4 176 Domare: Markus Strömbergsson |
|   |               |                     |            |                     | Göteborg Publik: 4 176 Domare: Markus Strömbergsson | Göteborg Publik: 4 176 Domare: Markus Strömbergsson |
|   |               |                     |            |                     | Göteborg Publik: 4 176 Domare: Markus Strömbergsson | Göteborg Publik: 4 176 Domare: Markus Strömbergsson |

| 4 | 30 april 2007 | Gefle IF        | 1 – 0      | Gais | Strömvallen                                |                                            |
|   |               | Johan Oremo 61′ | (0 – 0) DN |      | Gävle Publik: 3 718 Domare: Håkan Jonasson | Gävle Publik: 3 718 Domare: Håkan Jonasson |
|   |               |                 |            |      | Gävle Publik: 3 718 Domare: Håkan Jonasson | Gävle Publik: 3 718 Domare: Håkan Jonasson |
|   |               |                 |            |      | Gävle Publik: 3 718 Domare: Håkan Jonasson | Gävle Publik: 3 718 Domare: Håkan Jonasson |

| 5 | 7 maj 2007 | Gais                    | 2 – 1      | Halmstads BK     | Ullevi                                           |                                                  |
|   |            | Anton Holmberg 55′, 64′ | (0 – 0) DN | 83′ Dusan Djuric | Göteborg Publik: 3 798 Domare: Daniel Stålhammar | Göteborg Publik: 3 798 Domare: Daniel Stålhammar |
|   |            |                         |            |                  | Göteborg Publik: 3 798 Domare: Daniel Stålhammar | Göteborg Publik: 3 798 Domare: Daniel Stålhammar |
|   |            |                         |            |                  | Göteborg Publik: 3 798 Domare: Daniel Stålhammar | Göteborg Publik: 3 798 Domare: Daniel Stålhammar |

| 6 | 14 maj 2007 | Djurgårdens IF | 0 – 1      | Gais                | Stockholms Stadion                              |                                                 |
|   |             |                | (0 – 1) DN | 45′ Mattias Östberg | Stockholm Publik: 10 112 Domare: Håkan Jonasson | Stockholm Publik: 10 112 Domare: Håkan Jonasson |
|   |             |                |            |                     | Stockholm Publik: 10 112 Domare: Håkan Jonasson | Stockholm Publik: 10 112 Domare: Håkan Jonasson |
|   |             |                |            |                     | Stockholm Publik: 10 112 Domare: Håkan Jonasson | Stockholm Publik: 10 112 Domare: Håkan Jonasson |

| 7 | 21 maj 2007 | Gais | 0 – 3      | Kalmar FF                                               | Ullevi                                           |                                                  |
|   |             |      | (0 – 2) DN | 29′ Patrik Rosengren 36′ Lasse Johansson 67′ Rasmus Elm | Göteborg Publik: 3 239 Domare: Daniel Stålhammar | Göteborg Publik: 3 239 Domare: Daniel Stålhammar |
|   |             |      |            |                                                         | Göteborg Publik: 3 239 Domare: Daniel Stålhammar | Göteborg Publik: 3 239 Domare: Daniel Stålhammar |
|   |             |      |            |                                                         | Göteborg Publik: 3 239 Domare: Daniel Stålhammar | Göteborg Publik: 3 239 Domare: Daniel Stålhammar |

| 8 | 28 maj 2007 | IFK Göteborg           | 1 – 0      | Gais | Ullevi                                             |                                                    |
|   |             | Marcus Berg 76′ (str.) | (0 – 0) DN |      | Göteborg Publik: 30 406 Domare: Stefan Johannesson | Göteborg Publik: 30 406 Domare: Stefan Johannesson |
|   |             |                        |            |      | Göteborg Publik: 30 406 Domare: Stefan Johannesson | Göteborg Publik: 30 406 Domare: Stefan Johannesson |
|   |             |                        |            |      | Göteborg Publik: 30 406 Domare: Stefan Johannesson | Göteborg Publik: 30 406 Domare: Stefan Johannesson |

| 9 | 14 juni 2007 | Gais                                            | 2 – 1      | IF Elfsborg     | Ullevi                                        |                                               |
|   |              | Bobbie Friberg da Cruz 12′ Fredrik Lundgren 89′ | (1 – 1) DN | 30′ James Keene | Göteborg Publik: 8 347 Domare: Håkan Jonasson | Göteborg Publik: 8 347 Domare: Håkan Jonasson |
|   |              |                                                 |            |                 | Göteborg Publik: 8 347 Domare: Håkan Jonasson | Göteborg Publik: 8 347 Domare: Håkan Jonasson |
|   |              |                                                 |            |                 | Göteborg Publik: 8 347 Domare: Håkan Jonasson | Göteborg Publik: 8 347 Domare: Håkan Jonasson |

| 10 | 18 juni 2007 | Helsingborgs IF      | 1 – 1      | Gais                   | Olympia                                                 |                                                         |
|    |              | Babis Stefanidis 64′ | (0 – 0) DN | 54′ Eyjólfur Héðinsson | Helsingborg Publik: 10 142 Domare: Markus Strömbergsson | Helsingborg Publik: 10 142 Domare: Markus Strömbergsson |
|    |              |                      |            |                        | Helsingborg Publik: 10 142 Domare: Markus Strömbergsson | Helsingborg Publik: 10 142 Domare: Markus Strömbergsson |
|    |              |                      |            |                        | Helsingborg Publik: 10 142 Domare: Markus Strömbergsson | Helsingborg Publik: 10 142 Domare: Markus Strömbergsson |

| 11 | 25 juni 2007 | Gais                 | 1 – 1      | AIK                  | Ullevi                                        |                                               |
|    |              | Andreas Tobiasson 8′ | (1 – 1) DN | 14′ Nicklas Carlsson | Göteborg Publik: 6 125 Domare: Jonas Eriksson | Göteborg Publik: 6 125 Domare: Jonas Eriksson |
|    |              |                      |            |                      | Göteborg Publik: 6 125 Domare: Jonas Eriksson | Göteborg Publik: 6 125 Domare: Jonas Eriksson |
|    |              |                      |            |                      | Göteborg Publik: 6 125 Domare: Jonas Eriksson | Göteborg Publik: 6 125 Domare: Jonas Eriksson |

| 12 | 1 juli 2007 | IF Brommapojkarna | 1 – 0      | Gais | Grimsta IP                                       |                                                  |
|    |             | Jan-Erik Berg 45′ | (1 – 0) DN |      | Stockholm Publik: 3 893 Domare: Peter Fröjdfeldt | Stockholm Publik: 3 893 Domare: Peter Fröjdfeldt |
|    |             |                   |            |      | Stockholm Publik: 3 893 Domare: Peter Fröjdfeldt | Stockholm Publik: 3 893 Domare: Peter Fröjdfeldt |
|    |             |                   |            |      | Stockholm Publik: 3 893 Domare: Peter Fröjdfeldt | Stockholm Publik: 3 893 Domare: Peter Fröjdfeldt |

| 13 | 9 juli 2007 | Gais                                                  | 3 – 1      | Trelleborgs FF       | Ullevi                                         |                                                |
|    |             | Bobbie Friberg da Cruz 9′, 77′ Kenneth Gustafsson 29′ | (2 – 0) DN | 60′ Rasmus Bengtsson | Göteborg Publik: 4 029 Domare: Tobias Mattsson | Göteborg Publik: 4 029 Domare: Tobias Mattsson |
|    |             |                                                       |            |                      | Göteborg Publik: 4 029 Domare: Tobias Mattsson | Göteborg Publik: 4 029 Domare: Tobias Mattsson |
|    |             |                                                       |            |                      | Göteborg Publik: 4 029 Domare: Tobias Mattsson | Göteborg Publik: 4 029 Domare: Tobias Mattsson |

| 14 | 14 juli 2007 | Trelleborgs FF | 0 – 1      | Gais                  | Vångavallen                                           |                                                       |
|    |              |                | (0 – 0) DN | 67′ Daniel Nicklasson | Trelleborg Publik: 2 389 Domare: Markus Strömbergsson | Trelleborg Publik: 2 389 Domare: Markus Strömbergsson |
|    |              |                |            |                       | Trelleborg Publik: 2 389 Domare: Markus Strömbergsson | Trelleborg Publik: 2 389 Domare: Markus Strömbergsson |
|    |              |                |            |                       | Trelleborg Publik: 2 389 Domare: Markus Strömbergsson | Trelleborg Publik: 2 389 Domare: Markus Strömbergsson |

| 15 | 30 juli 2007 | Halmstads BK                    | 2 – 2      | Gais                                       | Örjans vall                                      |                                                  |
|    |              | Magnus Arvidsson 61′ 72′ (sjm.) | (0 – 1) DN | 43′ Tobias Holmqvist 52′ Prince Ikpe Ekong | Halmstad Publik: 8 292 Domare: Daniel Stålhammar | Halmstad Publik: 8 292 Domare: Daniel Stålhammar |
|    |              |                                 |            |                                            | Halmstad Publik: 8 292 Domare: Daniel Stålhammar | Halmstad Publik: 8 292 Domare: Daniel Stålhammar |
|    |              |                                 |            |                                            | Halmstad Publik: 8 292 Domare: Daniel Stålhammar | Halmstad Publik: 8 292 Domare: Daniel Stålhammar |

| 16 | 6 augusti 2007 | Gais                 | 1 – 1      | Djurgårdens IF            | Ullevi                                           |                                                  |
|    |                | Fredrik Lundgren 13′ | (1 – 0) DN | 67′ (str.) Daniel Sjölund | Göteborg Publik: 6 453 Domare: Martin Ingvarsson | Göteborg Publik: 6 453 Domare: Martin Ingvarsson |
|    |                |                      |            |                           | Göteborg Publik: 6 453 Domare: Martin Ingvarsson | Göteborg Publik: 6 453 Domare: Martin Ingvarsson |
|    |                |                      |            |                           | Göteborg Publik: 6 453 Domare: Martin Ingvarsson | Göteborg Publik: 6 453 Domare: Martin Ingvarsson |

| 17 | 12 augusti 2007 | Gais | 0 – 3      | Helsingborgs IF                                               | Ullevi                                             |                                                    |
|    |                 |      | (0 – 2) DN | 4′ Andreas Landgren 34′ Razak Omotoyossi 90′ Olivier Karekezi | Göteborg Publik: 5 018 Domare: Sven-Martin Åkesson | Göteborg Publik: 5 018 Domare: Sven-Martin Åkesson |
|    |                 |      |            |                                                               | Göteborg Publik: 5 018 Domare: Sven-Martin Åkesson | Göteborg Publik: 5 018 Domare: Sven-Martin Åkesson |
|    |                 |      |            |                                                               | Göteborg Publik: 5 018 Domare: Sven-Martin Åkesson | Göteborg Publik: 5 018 Domare: Sven-Martin Åkesson |

| 18 | 18 augusti 2007 | IF Elfsborg                                                                                          | 5 – 1      | Gais                      | Borås Arena                                |                                            |
|    |                 | Stefan Ishizaki 36′ Samuel Holmén 44′ Fredrik Björck 45′ Fredrik Berglund 58′ Andreas Augustsson 82′ | (3 – 1) DN | 4′ Bobbie Friberg Da Cruz | Borås Publik: 9 785 Domare: Jonas Eriksson | Borås Publik: 9 785 Domare: Jonas Eriksson |
|    |                 | |            |                           | Borås Publik: 9 785 Domare: Jonas Eriksson | Borås Publik: 9 785 Domare: Jonas Eriksson |
|    |                 | |            |                           | Borås Publik: 9 785 Domare: Jonas Eriksson | Borås Publik: 9 785 Domare: Jonas Eriksson |

| 19 | 27 augusti 2007 | Gais                 | 1 – 0      | Gefle IF | Ullevi                                                                           |                                                                                  |
|    |                 | Fredrik Lundgren 13′ | (1 – 0) DN |          | Göteborg Publik: 3 005 Domare: Daniel Stålhammar (utgick skadad), Andreas Ekberg | Göteborg Publik: 3 005 Domare: Daniel Stålhammar (utgick skadad), Andreas Ekberg |
|    |                 |                      |            |          | Göteborg Publik: 3 005 Domare: Daniel Stålhammar (utgick skadad), Andreas Ekberg | Göteborg Publik: 3 005 Domare: Daniel Stålhammar (utgick skadad), Andreas Ekberg |
|    |                 |                      |            |          | Göteborg Publik: 3 005 Domare: Daniel Stålhammar (utgick skadad), Andreas Ekberg | Göteborg Publik: 3 005 Domare: Daniel Stålhammar (utgick skadad), Andreas Ekberg |

| 20 | 3 september 2007 | Örebro SK                            | 2 – 1      | Gais                        | Behrn Arena                                 |                                             |
|    |                  | Magnus Wikström 77′ Abgar Barsom 87′ | (0 – 1) DN | 12′ Christos Christoforidis | Örebro Publik: 8 663 Domare: Jonas Eriksson | Örebro Publik: 8 663 Domare: Jonas Eriksson |
|    |                  |                                      |            |                             | Örebro Publik: 8 663 Domare: Jonas Eriksson | Örebro Publik: 8 663 Domare: Jonas Eriksson |
|    |                  |                                      |            |                             | Örebro Publik: 8 663 Domare: Jonas Eriksson | Örebro Publik: 8 663 Domare: Jonas Eriksson |

| 21 | 16 september 2007 | Kalmar FF                      | 2 – 2      | Gais                                             | Fredriksskans IP                               |                                                |
|    |                   | César Santin 60′ David Elm 90′ | (0 – 1) DN | 2′ Andreas Tobiasson 69′ Christos Christoforidis | Kalmar Publik: 4 059 Domare: Daniel Stålhammar | Kalmar Publik: 4 059 Domare: Daniel Stålhammar |
|    |                   |                                |            |                                                  | Kalmar Publik: 4 059 Domare: Daniel Stålhammar | Kalmar Publik: 4 059 Domare: Daniel Stålhammar |
|    |                   |                                |            |                                                  | Kalmar Publik: 4 059 Domare: Daniel Stålhammar | Kalmar Publik: 4 059 Domare: Daniel Stålhammar |

| 22 | 25 september 2007 | Gais | 0 – 1      | IFK Göteborg        | Ullevi                                             |                                                    |
|    |                   |      | (0 – 1) DN | 2′ Pontus Wernbloom | Göteborg Publik: 30 956 Domare: Stefan Johannesson | Göteborg Publik: 30 956 Domare: Stefan Johannesson |
|    |                   |      |            |                     | Göteborg Publik: 30 956 Domare: Stefan Johannesson | Göteborg Publik: 30 956 Domare: Stefan Johannesson |
|    |                   |      |            |                     | Göteborg Publik: 30 956 Domare: Stefan Johannesson | Göteborg Publik: 30 956 Domare: Stefan Johannesson |

| 23 | 30 september 2007 | AIK | 0 – 0      | Gais | Råsunda fotbollsstadion                       |                                               |
|    |                   |     | (0 – 0) DN |      | Solna Publik: 19 410 Domare: Peter Fröjdfeldt | Solna Publik: 19 410 Domare: Peter Fröjdfeldt |
|    |                   |     |            |      | Solna Publik: 19 410 Domare: Peter Fröjdfeldt | Solna Publik: 19 410 Domare: Peter Fröjdfeldt |
|    |                   |     |            |      | Solna Publik: 19 410 Domare: Peter Fröjdfeldt | Solna Publik: 19 410 Domare: Peter Fröjdfeldt |

| 24 | 7 oktober 2007 | Gais                                    | 2 – 1      | IF Brommapojkarna      | Ullevi                                           |                                                  |
|    |                | Wanderson do Carmo 25′ Jonas Lundén 90′ | (1 – 0) DN | 90′ (str.) Jon Persson | Göteborg Publik: 3 216 Domare: Daniel Stålhammar | Göteborg Publik: 3 216 Domare: Daniel Stålhammar |
|    |                |                                         |            |                        | Göteborg Publik: 3 216 Domare: Daniel Stålhammar | Göteborg Publik: 3 216 Domare: Daniel Stålhammar |
|    |                |                                         |            |                        | Göteborg Publik: 3 216 Domare: Daniel Stålhammar | Göteborg Publik: 3 216 Domare: Daniel Stålhammar |

| 25 | 22 oktober 2007 | Gais                        | 1 – 2      | Malmö FF                               | Ullevi                                            |                                                   |
|    |                 | Christos Christoforidis 53′ | (0 – 2) DN | 10′ Niklas Skoog 28′ Jonatan Johansson | Göteborg Publik: 3 423 Domare: Stefan Johannesson | Göteborg Publik: 3 423 Domare: Stefan Johannesson |
|    |                 |                             |            |                                        | Göteborg Publik: 3 423 Domare: Stefan Johannesson | Göteborg Publik: 3 423 Domare: Stefan Johannesson |
|    |                 |                             |            |                                        | Göteborg Publik: 3 423 Domare: Stefan Johannesson | Göteborg Publik: 3 423 Domare: Stefan Johannesson |

| 26 | 28 oktober 2007 | Hammarby IF                                             | 4 – 0      | Gais | Söderstadion                                   |                                                |
|    |                 | Charlie Davies 45′, 61′, 75′ Sebastian Castro-Tello 78′ | (1 – 0) DN |      | Stockholm Publik: 9 128 Domare: Håkan Jonasson | Stockholm Publik: 9 128 Domare: Håkan Jonasson |
|    |                 |                                                         |            |      | Stockholm Publik: 9 128 Domare: Håkan Jonasson | Stockholm Publik: 9 128 Domare: Håkan Jonasson |
|    |                 |                                                         |            |      | Stockholm Publik: 9 128 Domare: Håkan Jonasson | Stockholm Publik: 9 128 Domare: Håkan Jonasson |

## Svenska cupen
I Svenska cupen gick Gais in i andra omgången, där man ställdes mot division I-laget Skövde AIK. Trots att Gais tog ledningen lyckades Skövde vända och vinna och Gais var utslaget.

### Matcher
| 2 | 26 april 2007 | Skövde AIK                    | 2 – 1   | Gais             | Södermalms IP        |                      |
|   |               | Charbel Abraham Joseph Muweke | (0 – 1) | Tobias Holmqvist | Skövde Publik: 1 176 | Skövde Publik: 1 176 |
|   |               |                               |         |                  | Skövde Publik: 1 176 | Skövde Publik: 1 176 |
|   |               |                               |         |                  | Skövde Publik: 1 176 | Skövde Publik: 1 176 |

## Spelartrupp
| Målvakter   | Målvakter      | Målvakter                           | Målvakter                 |
| Nr          | Nat.           | Namn                                | Födelsedatum (ålder)      |
| ----------- | -------------- | ----------------------------------- | ------------------------- |
| 1           | Sverige        | Dime Jankulovski                    | 18 juni 1977 (29 år)      |
| 30          | Sverige        | Axel Wibrån                         | 9 september 1985 (21 år)  |
| Försvarare  |                |                                     |                           |
| Nr          | Nat.           | Namn                                | Födelsedatum (ålder)      |
| 2           | Kongo-Kinshasa | Richard Ekunde                      | 4 augusti 1982 (24 år)    |
| 3           | Sverige        | Andreas Tobiasson                   | 14 december 1983 (23 år)  |
| 4           | Sverige        | Mattias Östberg                     | 24 augusti 1977 (29 år)   |
| 7           | Sverige        | Jonas Lundén                        | 27 december 1980 (26 år)  |
| 16          | Sverige        | David Durmaz                        | 21 december 1981 (25 år)  |
| 18          | Sverige        | Henrik Dahl                         | 1 maj 1975 (31 år)        |
| 20          | Sverige        | Kenneth Gustafsson                  | 15 september 1983 (23 år) |
| 22          | Sverige        | Johan Friberg da Cruz               | 4 juni 1986 (20 år)       |
| 27          | Sverige        | Max Mårtensson                      | 26 mars 1987 (20 år)      |
| Mittfältare |                |                                     |                           |
| Nr          | Nat.           | Namn                                | Födelsedatum (ålder)      |
| 5           | Sverige        | Bobbie Friberg da Cruz              | 16 februari 1982 (25 år)  |
| 6           | Nigeria        | Prince Ikpe Ekong                   | 5 oktober 1978 (28 år)    |
| 8           | Sverige        | Martin Dohlsten                     | 29 april 1986 (20 år)     |
| 13          | Sverige        | Pontus Johannesson                  | 9 oktober 1986 (20 år)    |
| 14          | Sverige        | Daniel Nicklasson                   | 23 april 1981 (25 år)     |
| 15          | Sverige        | Fredrik Lundgren                    | 26 oktober 1979 (27 år)   |
| 21          | Island         | Jóhann Guðmundsson                  | 5 december 1977 (29 år)   |
| 23          | Island         | Eyjólfur Héðinsson                  | 1 januari 1985 (22 år)    |
| 25          | Sverige        | Wanderson do Carmo (från juli)      | 18 februari 1986 (21 år)  |
| Anfallare   |                |                                     |                           |
| Nr          | Nat.           | Namn                                | Födelsedatum (ålder)      |
| 9           | Albanien       | Migen Memelli                       | 25 maj 1980 (26 år)       |
| 10          | Azerbajdzjan   | Anatoli Ponomarjov                  | 12 juni 1982 (24 år)      |
| 11          | Sverige        | Anton Holmberg (utlånad från juli)  | 5 november 1981 (25 år)   |
| 17          | Sverige        | Tobias Holmqvist (lån)              | 23 januari 1988 (19 år)   |
| 19          | Sierra Leone   | Sheriff Suma                        | 12 oktober 1986 (20 år)   |
| 24          | Sverige        | Kwame Amoateng                      | 8 augusti 1987 (19 år)    |
| 26          | Sverige        | Christos Christoforidis (från juli) | 31 december 1981 (25 år)  |

### Spelare in och ut
| Datum          | Position    | Nat.         | Namn                    | Ålder | Flyttar från    | Typ          | Kontrakt t.o.m. | Källa  |
| -------------- | ----------- | ------------ | ----------------------- | ----- | --------------- | ------------ | --------------- | ------ |
| Vinterfönstret | Målvakt     | Sverige      | Axel Wibrån             | 21    | Örgryte IS      | Transfer     |                 | [ 6 ]  |
| Vinterfönstret | Försvarare  | Sverige      | David Durmaz            | 25    | Assyriska FF    | Transfer     |                 | [ 6 ]  |
| Vinterfönstret | Försvarare  | Sverige      | Henrik Dahl             | 31    | FK Lyn          | Transfer     |                 | [ 6 ]  |
| Vinterfönstret | Försvarare  | Sverige      | Max Mårtensson          | 20    | Gais U          | Uppflyttad   |                 | [ 6 ]  |
| Vinterfönstret | Mittfältare | Island       | Eyjólfur Héðinsson      | 20    | Fylkir          | Transfer     |                 | [ 6 ]  |
| Vinterfönstret | Anfallare   | Albanien     | Migen Memelli           | 26    | SK Brann        | Transfer     |                 | [ 6 ]  |
| Vinterfönstret | Anfallare   | Azerbajdzjan | Anatoli Ponomarjov      | 24    | FC Vaduz        | Transfer     |                 | [ 6 ]  |
| Vinterfönstret | Anfallare   | Sverige      | Tobias Holmqvist        | 19    | Helsingborgs IF | Lån          |                 | [ 6 ]  |
| Vinterfönstret | Anfallare   | Sierra Leone | Sheriff Suma            | 20    | Åtvidabergs FF  | Transfer     |                 | [ 6 ]  |
| 16 juli 2007   | Mittfältare | Brasilien    | Wanderson do Carmo      | 21    | Fortaleza EC    | Transfer     | 2011            | [ 8 ]  |
| 17 juli 2007   | Anfallare   | Sverige      | Christos Christoforidis | 25    | Messiniakos     | Transfer     | 2009            | [ 9 ]  |
| Datum          | Position    | Nat.         | Namn                    | Ålder | Flyttar till    | Typ          | Kontrakt t.o.m. | Källa  |
| Vinterfönstret | Anfallare   | England      | James Keene             | 21    | IF Elfsborg     | Avslutat lån |                 | [ 6 ]  |
| Vinterfönstret | Mittfältare | Jamaica      | Khari Stephenson        | 27    | AIK             | Transfer     |                 | [ 6 ]  |
| Vinterfönstret | Målvakt     | Sverige      | Conny Månsson           | 27    | Kongsvinger IL  | Transfer     |                 | [ 15 ] |
| Vinterfönstret | Mittfältare | Sverige      | Jonatan Berg            | 21    | IFK Göteborg    | Avslutat lån |                 | [ 15 ] |
| Vinterfönstret | Försvarare  | Sverige      | Edier Frejd             | 27    | Raufoss IL      | Transfer     |                 | [ 15 ] |
| Vinterfönstret | Anfallare   | Sverige      | Mathias Gravem          | 31    | Ljungskile SK   | Transfer     |                 | [ 15 ] |
| Vinterfönstret | Försvarare  | Sverige      | Daniel Blomgren         | 24    | FK Bodø/Glimt   | Transfer     |                 | [ 15 ] |
| 20 juli 2007   | Anfallare   | Azerbajdzjan | Anatoli Ponomarjov      | 25    | Östers IF       | Lån          | 2007            | [ 10 ] |

### Spelarstatistik
| #  | Pos. | Namn                    | MAT | MÅL | ASS | PTS |
| -- | ---- | ----------------------- | --- | --- | --- | --- |
| 3  | F    | Andreas Tobiasson       | 26  | 2   | 0   | 2   |
| 1  | MV   | Dime Jankulovski        | 26  | 0   | 0   | 0   |
| 5  | MF   | Bobbie Friberg da Cruz  | 25  | 4   | 2   | 6   |
| 20 | F    | Kenneth Gustafsson      | 25  | 1   | 3   | 4   |
| 15 | MF   | Fredrik Lundgren        | 21  | 3   | 0   | 3   |
| 6  | MF   | Prince Ikpe Ekong       | 21  | 1   | 1   | 2   |
| 23 | MF   | Eyjólfur Héðinsson      | 20  | 1   | 0   | 1   |
| 14 | MF   | Daniel Nicklasson       | 19  | 1   | 2   | 3   |
| 2  | F    | Richard Ekunde          | 19  | 0   | 0   | 0   |
| 21 | MF   | Jóhann Guðmundsson      | 18  | 1   | 3   | 4   |
| 7  | F    | Jonas Lundén            | 17  | 1   | 1   | 2   |
| 9  | A    | Migen Memelli           | 16  | 0   | 1   | 1   |
| 11 | A    | Anton Holmberg          | 14  | 2   | 0   | 2   |
| 16 | F    | David Durmaz            | 14  | 0   | 0   | 0   |
| 8  | MF   | Martin Dohlsten         | 14  | 0   | 0   | 0   |
| 4  | F    | Mattias Östberg         | 12  | 2   | 0   | 2   |
| 17 | A    | Tobias Holmqvist        | 10  | 1   | 1   | 2   |
| 26 | A    | Christos Christoforidis | 9   | 3   | 0   | 3   |
| 25 | MF   | Wanderson do Carmo      | 9   | 1   | 1   | 2   |
| 19 | A    | Sheriff Suma            | 9   | 0   | 0   | 0   |
| 10 | A    | Anatoli Ponomarjov      | 5   | 0   | 0   | 0   |
| 18 | F    | Henrik Dahl             | 3   | 0   | 0   | 0   |
| 22 | F    | Johan Friberg da Cruz   | 3   | 0   | 0   | 0   |
| 30 | MV   | Axel Wibrån             | 1   | 0   | 0   | 0   |

MAT: spelade matcher, MÅL: gjorda mål, ASS: assist, PTS: poäng